# Kristina Švedska Katoliška
Kristina (18. december 1626 – 19. april 1689), je bila edini preživeli otrok kralja Gustava Adolfa Švedskega in njegove žene Marije Eleonore Brandenburške; kot švedska kraljica  je vladala od 1632 vse do svoje odpovedi 1654. Pri šestih letih je Kristina nasledila svojega očeta na prestolu po njegovi smrti po Bitki pri Lützenu, toda bila je do svojega osemnajstega leta starosti pod skrbništvom, in tako je začela vladati Švedsko cesarstvo 1644.

## Življenjepis

### Poreklo in mladost
Kristina se je rodila v kraljevskem gradu Tre Kronor 18. decembra [J.K. 8. decembra] 1626. Njena starša sta bila švedski kralj Gustav Adolf in njegova nemška žena Marija Eleonora. Imela sta že dve hčerki - 1620 še mrtvorojeno princeso in nato prvo princeso Kristino, ki je bila rojena 1623 in umrla naslednje leto.  Navdušeno so pričakovali rojstvo tretjega otroka; ko je prišel na svet, so mislili, da je deček: saj je bil "poraščen" in je kričal "z močnim, hripavim glasom." Kasneje je v svojem življenjepisu zabeležila: "Ženske so bile v zadregi, ko so odkrile pomoto." Kralj pa je bil vesel in rekel: "Pametna bo, saj je vse nas potegnila za nos!" Zdi se, da je bil Gustav Adolf hudo navezan na svojo hčer, ona pa ga je zelo občudovala.

#### Očetova smrt in materino žalovanje
Preden je Gustav Adolf odšel v Nemčijo, da bi v tridesetletni vojni širil protestantizem, je hčerki zagotovil pravico do prestolonasledstva v primeru, če se ne bo vrnil. Svojemu maršalu Axelu Gustafssonu Banéru je ukazal, naj Kristina dobi izobrazbo, kakršno običajno prejemajo samo dečki.
Njena mati iz vladarske hiše Hohenzollern je bila vase zaprta ženska in menda ni bila čisto pri pravi. Potem, ko je kralj 6. novembra 1632 umrl na bojišču, so njegovo truplo domov pripeljali v krsti, srce pa v ločeni zlati škatli. Maria Eleonora je ukazala, da kralja ne smejo pokopati, dokler ne bodo pokopali tudi nje skupaj z njim. Prav tako je zahtevala, da mora biti krsta odprta, in si jo je redno oglejevala, jo tipala in niti ni opazila gnitja. Sčasoma je kancler Axel Oxenstierna v sobi postavi stražarja, da je preprečil nadaljnje izpade. Zategadelj so kralja pokopali šele po osemnajstih mesecih, 22. junija 1634.
Kristina je bila stara torej komaj pet let, ko je njen oče 1632 padel v bitki pri Lützenu.

#### Fantovska vzgoja
1634 je Oxenstierna uvedel novo ustavo, po kateri je moral kralj upoštevati tajni svet, ki pa ga je vodil on sam. Kristina je prišla na oblast po prizadevanju matere Marije Eleonore in živela z njo do leta 1636. Na očetovo zahtevo so jo namreč vzgajali po fantovsko, da bi bila usposobljena za prestolonaslednika; od leta 1635 so jo pripravljali na kraljevo službo. Naučila se je jahati in loviti; nikoli ni šivala ali vezla; malo je skrbela za svoj videz - noči pa je preživljala v neprestanem branju in učenju. Ker je bila mati zaradi depresije nezmožna, je kancler Oxenstierna prevzel skrbništvo.
Kristina je nato živela s teto Katarino Vasa (1584–1638) in njenim možem Ivanom Kazimirom. Z njunim sinom Gustavom, ki je postal njen kasnejši naslednik na švedskem prestolu pod imenom Karel X. Gustav, je v mladosti menda imela kratko ljubezensko razmerje, kjer je najbž šlo le za zaljubljenost - saj ji je bila poroka in vse, kar je bilo z njo povezano, nepremagljivo zoprna.
Kristino so vzgajali torej kot kraljeviča. Bogoslovec Gothus je postal njen varuh; držal ji je učne ure iz verouka, modroslovja, grščine in latinščine.
Kancler Oxenstierna jo je poučeval politike in razpravljal z njo o Tacitu. Ponosno je tako zapisal o štirinajstletnici: "Ona ni nič podobna deklicam; je bistroumna in pametna". Neznansko jo je veselilo učenje. Poleg švedščine ji je postalo domačih vsaj sedem drugih jezikov: nemščina, nizozemščina, danščina, francoščina, italijanščina, arabščina in hebrejščina. Obstajajo pisma, ki jih je pisala v nemščini svojemu očetu, ko je bila stara komaj pet let. Ko je prišel francoski odposlanec Chanut na Švedsko v Stockholm 1645, je občudovaje ugotovil: "Ona govori francosko, ko da bi bila rojena v Louvru!" B. Guilliet pa omenja, da je govorila lieško narečje. 

#### Po njej so poimenovali kraje
Kristina je bila tako priljubljena, da so v prvi švedski koloniji v Novem svetu Novi Švedski 1638 ustanovljeno mesto imenovali po njej Fort Christina (danes: Wilmington - ob reki Delaware).
Po njej so imenovali tudi tam blizu tekočo reko Kristinino reko (angleško: Christina river).

### Razsvetljenavladarica
1644 je Kristina postala polnoletna; zaradi vojne s protestantovsko Dansko in Norveško pa so kronanje odložili. Švedska je sedaj nadzirala Baltiško morje in dobila nemoten dostop do Severnega morja.
Umetnost jo je očarala, takorekoč obsedla. 1648 je naročila 35 slik pri Jordaensu za strop Uppsalskega gradu; naslednje leto so pripeljali v Stockholm 760 slikarij, 170 marmornatih in sto bronastih kipov, 33.000 kovancev in medaljonov, 600 kristalnih izdelkov, 300 znanstvenih priprav, redkih rokopisov in knjig Prisvojila si je tudi umetnine z opustošenih Hradčanov pri švedskem napadu na Prago 1648.

#### Tridesetletna vojna
Njen oče Gustav Adolf je hotel z vojskovanjem utrditi svoj vpliv po severnonemških deželah okrog Baltiškega morja, a je doživel poraz 1634 v Bitki pri Nördlingenu in se začel umikati proti severu. Protestante je podpirala denarno tudi "katoliška" Francija, zlasti francoski kardinal Richelieu - pa tudi - prav tako čisto katoliška - Beneška republika. Zato ne čudi takratno širjenje protestantizma.
Kancler Oxenstierna je bil za nadaljevanje vojne, - kot tudi vsi protestantje -, medtem ko je Kristina poslala na mirovno konferenco lastnega poslanca Salviusa, da bi dosegel mirovni sporazum. Do njega je prišlo 1648, ko je Švedska dobila obilno vojno odškodnino ter zadržala precej zasedenih ozemelj vse do Bremena. Kristina je bila po svoji miroljubnosti pravo očetovo nasprotje. Z Vestfalskim mirom pa je Švedska ostala velesila.

### Zavetnica umetnosti in vseved
1645 je Kristina osnovala časopis Ordinari Post Tijdender – najstarejši še danes izhajajoči časopis na svetu. Kot razsvetljena vladarica je postavila čvrste temelje šolstvu, ki so v glavnem še danes v veljavi; tako je švedska šola ena najboljših na svetu.
1647 je postal njen knjižničar Freinsheim; on je skrbel za številne knjige in dragocene rokopise, ki jih je Kristina dobila, kupila, ali pa tudi nakradla.
Tako so Švedi 1648 oropali dragocene zbirke iz praških Hradčanov, last Rudolfa II., ki je bil strasten zbiralec umetnin. Njena zbirka je tako vsebovala tudi sto znanstvenih knjig, kakor tudi znamenita rokopisa Codex Gigas in Codex Argenteus.
Semiramida s Severa si je dopisovala z Gassendijem in Pascalom, ki ji je podaril prepis svojih pascalin. Podkovana pa je bila tudi v zgodovini in filozofiji; preučevala je neostoicizem, cerkvene očete in celo islam; nadalje hebrejske spise in rokopise, kakor tudi »razsvetljensko biblijo« - Razpravo o treh ustanoviteljih 
Kristino je zanimalo tudi gledališče, zlasti Corneilleve igre; ona sama je bila navdušena igralka.
Gojila je stike tudi z Molièrom.
1647 je italijanski stavbenik Brunati uredil gledališče v eni največjih dvoran v njeni palači.
Dvorni pesnik Stiernhielm je napisal več iger v švedščini, tako Den fångne Cupido eller Laviancu de Diane, kjer je Kristina igrala glavno vlogo kot boginja Diana. Vabila je razne potujoče igralske družbe, da so igrale v Bollhusetu.

#### Poznanstvo zDescartesom
1646 se je Kristina začela dopisovati z znamenitim mislecem Descartesom in ga povabila na Švedsko, da bi osnoval Znanstveno akademijo; ponj in njegovih 2,000 knjig je poslala posebno ladjo. Že pri prvem srečanju je bila nad njegovo skromno pojavo razočarana; predstavljala si je namreč mogočnega možakarja, ki napravi vtis in samozavestno poučuje in zapoveduje (kot ona); pa je videla pred seboj pravo nasprotje.
Poleg tega Kartezij ni bil vajen hudega severnega podnebja; kraljica pa ga je sprejemala ob petih zjutraj v nezakurjeni sobani. Imel je zanjo zasebne ure, kjer sta razpravljala o modroslovju in veri; kmalu pa sta si prišla navzkriž: ona se ni strinjala z njegovim snovno-mehaničnim pogledom na svet, on pa je omalovaževal njeno zanimanje za antično Grčijo in njene junake. Polagoma sta se vedno redkeje videvala.
Ko je Kristina februarja odpotovala za tri tedne v Uppsalo, se je Descartes - ki ni bil vajen ostrega severnega podnebja - hudo prehladil; dobil je vročino in za pljučnico kmalu umrl: 11. februarja 1650.

#### Poročni zapleti in kronanje
Že od njenega devetega leta starosti jo je privlačila katoliška vera in vrednota celibata - kar je povzročalo med protestanti čudenje in farizejsko pohujšanje.
Z zanimanjem je prebirala življenjepise, med drugimi tudi deviške kraljice Elizabete I.. Jasno ji je bilo, da podaniki od nje pričakujejo prestolonaslednika. Njen nečak Karel ji je tajno dvoril, dokler ni moral 1642 k vojakom v švedsko vojsko v Nemčiji za tri leta. Kristina pa odkriva v svojem življenjempisu, »da čuti nepremagljiv odpor do poroke« in »do vseh reči, o katerih ženske govorijo in jih delajo v zvezi z njo«. Omenja tudi, da je prosila Boga, naj jo v tem pogledu spremeni, vendar ni bila uslišana.
Nekateri sklepajo, da je bila prijateljsko povezana z Ebbo Sparre, ki jo je imenovala la belle comtesse in ji je pisala ognjevita pisma z izrazi ljubezni. Resnici na ljubo moramo pripomniti, da je Kristina uporabljala tako strasten slog tudi tedaj, kadar je pisala popolnoma neznanim ženskam ali moškim, ki se z njimi sploh ni nikoli srečala in ni do njih gojila nikakršnih čustev. Zato bi mogli na to pisanje gledati bolj z literarnega stališča in torej upravičeno s pridržkom. Nekateri v zvezi s tem sklepajo na lezbijstvo; to pa je glede na omenjeno bilo najbrž le v nagnjenjih.
26. februarja 1649 je Kristina javno razglasila, da se ne mara poročiti, ampak da želi za prestolonaslednika svojega nečaka Karla. Plemstvo je bilo zoper, drugi trije stanovi – duhovščina, meščanstvo in kmetstvo – pa so se strinjali. Vseeno so vsi pričakovali njeno kronanje: tako je vendarle prišlo do kronanja 22. oktobra 1650. Kristina se je odpravila do nekdanjega Gradu Jacobsdal (danes imenovan Grad Ulriksdal). Tam je vstopila v kronansko kočijo ogrnjeno v zlato izvezeni črn žamet, ki so jo vlekli trije beli konji. Povorka do Storkyrkan – stockholmske stolnice je bila tako dolga, da ko so pripeljali prvi vozovi na cilj, zadnji še niso krenili iz izhodišča. Vsi štirje stanovi so bili povabljeni na večerjo v grad. Vodnjaki na trgih so tri dni brizgali vino; stregli so pečenko, razsvetljevali so ognjemeti, ki jim je 24. oktobra sledila slovesna vesela parada ("The Illustrious Splendors of Felicity").

### Njena vera in prepričanje

#### Kristinino stališče osvobodiinmoških
Mnogo spornih sklepov je bilo skozi zgodovino v zvezi s Kristininim moškim vedenjem, zlasti v odnosu do spolnosti in vztrajnem odklanjanju poroke; ta tema je v središču vseh “njenih” sodobnih filmov. Nekdaj pa so se ukvarjali bolj z njenim nepričakovanim prestopom iz protestantizma v katoliško Cerkev in so iskali “krivce” za to odločitev. Že nekdanjike so pohujševale njene nenavadne ljubezenske zgodbe, današnjiki jih pa razumejo še težje. Vsekakor Kristina zase (in tudi za vse druge) zahteva svobodo. Kaj pravi o tem ona sama?
I love men, not because they are men, but because they are not women (angleški prevod).
Jaz ljubim moške ne zato, ker so moški, ampak zato, ker niso ženske. (Slovenski prevod).
It is a far greater happiness to obey no one than to rule the whole world. (angleški prevod).
Veliko večja sreča je ne ubogati nikogar, kot pa vladati celemu svetu. (Slovenski prevod).
I was born, have lived, and will die free. (angleški prevod).
 Jaz sem se rodila, živela in hočem umreti svobodna. (Slovenski prevod).

#### Srečanje zjezuiti
Za katoliško vero se je začela posebej zanimati, ko je prišel na švedsko v portugalsko veleposlaništvo v Stockholmu za kaplana jezuit Macedo. Večkrat sta imela tozadevne pogovore in imela je mnogo vprašanj glede vere. Okolica ni razumela pogovorov v tujem jeziku in je mislila, da gre za državniške zadeve.
Nenavadno je dejstvo, da je bil njen oče bojevit protestant, ki je v širjenju “nove vere” padel na bojnem polju; njo pa je privlačila “stara vera” že od zgodnje mladosti. Izredno je cenila nauk o papeževi nezmotljivosti.
Pri Ciceronu je brala, da je lahko samo ena vera prava, in da so potemtakem vse druge napačne. Pomislila je, da je torej treba ugotoviti, katera je prava. Ko se je prvič srečala z dogmami katoliške Cerkve, so se ji tako dopadle, da se jih je naučila na pamet. Med drugim je zvedela, da ima katoliška Cerkev celibat, tj. neporočenost, za zaslužno, Bogu všečno dejanje . Vzkliknila je:
”Ah, kako lepo je to; to vero hočem sprejeti!” Vedno bolj se je namreč nagibala k mnenju, da je ta prava vera ravno katoliška. Ko so jo zaradi tega protestantje pograjali, se je to njeno prepričanje le še utrjevalo.
Podobni vtisi so jo navduševali tudi pozneje, da je govorila: 
”Če je kdo katoličan, uživa notranjo tolažbo, saj veruje vse tisto, kar je skozi 16 stoletij veroval vsak velik um; človek je blažen, da lahko živi v tisti veri, ki so jo potrdili čudeži in so za njeno resničnost žrtvovali svoje življenje milijoni mučencev. Ta vera proizvaja toliko čudovitih devic, ki slavijo zmagoslavje nad slabostmi svojega spola, ko se posvečujejo Bogu.” Tako je zapisala v osebnem dnevniku.
Kot ljubiteljico vede, modroslovja in umetnosti - ki je prirejala mnoga tozadevna srečanja z najznamenitejšimi takratnimi osebnostmi - je niso zanimali stroški, ki so bili s tem povezani. Njeno razsipno poslovanje s kraljevim premoženjem, ki ga je delila novopečenemu plemstvu, je pripeljalo državo skoraj na rob bankrota; tako nastala denarna kriza, manjšanje njene priljubljenosti in tudi javni nemiri po desetih letih njenega vladanja, so ji pravzaprav olajšali sestop s prestola in vstop v katolištvo.
Ko je bila stara 28 let, se je Severna Atena (Palada) oziroma Minerva - kot so jo večkrat imenovali -  odpovedala prestolu v korist svojega nečaka, ki se je oklical za kralja kot Karel X. Gustav Švedski – in se preselila po večmesečnem pohodu čez evropske dežele v središče krščanstva - v papeški Rim, kjer je doživela veličasten sprejem. Tja se je vedno vračala s svojih dolgih popotovanj in tam je ostala končno tam vse do svoje smrti.

#### PosrednikPimentel
Kristina je začela leta 1651 pogajanja s Filipom IV. Španskim in je poslala švedskega diplomata Palbitzkega na španski dvor, da bi našla pot za prestop v vero svojih prednikov, ki ji je postajala vedno bolj všeč. Filip IV., ki si je prizadeval za dobre odnose s Švedsko, je španskim odposlancem naročil, naj povsod po Evropi delujejo švedskim interesom v prid. Uradno je imelo veleposlaništva v Stockholmu kot glavni namen ugotavljanje švedske vojaške moči; vendar so želeli predvsem ugotoviti, kake poročne načrte ima kraljica-devica Kristina; evropsko razmerje sil bi se predvidoma omajalo, če bi se kraljica poročila s kakim španskim sovražnikom.
Tako je kralj poslal na Švedsko za veleposlanika Antona Pimentela, ki je prispel v Dalarö – pristanišče na JV Švedske – 12. avgusta 1652 – , skupaj z ženo, otroki in 50-članskim spremstvom, ter se 16. avgusta pojavil v Stockholmu. Kraljica ga je sprejela že 19. avgusta. Uglajeni Pimentel si je hitro pridobil njeno zaupanje; postal je njen zaupnik in je poskušal podpreti njen predlog za odpoved prestolu. Kristina in Anton sta začela tajna pogajanja, ki sta jih pogostoma vodila v njeni knjižnici; to je spodbudilo čenče. Na ta način je veleposlanik dobil dober vpogled v njene prihodnje načrte in namero, da postane katoličanka tudi za ceno velikih odpovedi.
Pimentel je nenavadno hitro dobil premestitev; preden je odšel na pot, je zaprosil za velik portret vladarice kot darilo španskemu kralju. Kraljica Kristina je rada uslišala njegovo prošnjo in tako je Bourdon napravil nesmrtno delo, ki kaže kraljico v njeni najbolj značilni drži in v njej ljubem okolju: ko jaha na konju ko kak moški. Podoba je bila končana junija 1653 in Anton jo je odnesel v Španijo; še dandanes visi v madridskem muzeju Prado.
Pred njegovim odhodom - v začetku avgusta 1653 – ga je kraljica imenovala še za prvega viteza reda Amarante, ki ga je ona sama ustanovila prav to leto; njegovi člani so se zavezali, da se ne bodo nikoli poročili, ali pa – če so že poročeni - ponovno poročili. Red je bil razpuščen kmalu po kraljičini odpovedi 1654.
Mnogo se je razpravljalo o njenem odnosu do istega in različnega spola, do poroke in zadevami, ki so povezane z njo - pa so mnenja o tem zelo različna. Kaj pa ona sama misli o moških, in zakaj se ni hotela poročiti?

#### Kraljičin odstop in prestop vkatoliško Cerkev
Pravo (farizejsko) pohujšanje je povzročila njena odločitev, da se ne bo poročila; in še večje leta 1654, ko se je odpovedala prestolu in se spreobrnila v katolištvo - torej v vero svojih prednikov.
Junija 1654, ko njeni spreobrnitvi ni bilo nič več napoti, se je Kristina odpovedala prestolu. Obred je bil izredno pretresljiv; snemali so ji del po del vladarska znamanja. Po protokolu bi ji morali sneti tudi krono - ker se tega nihče ni drznil storiti, jo je snela sama - in jo izročila svojemu nasledniku. Marsikdo je jokal od ginjenja in tudi začudenja, da se tako lahkotno odreka stvari, za katere bi drugi žrtvovali vse, da bi jih dobili.
Kmalu nato je zapustila Švedsko in prek Danske prišla na Špansko Nizozemsko, da bi lahko pristopila v popolno krščansko edinost. Nadaljevala je prijateljevanje s Pimentelom; delno tudi zato, ker je želela posredovati med Francijo in Španijo, ki sta bili vpleteni v dolgotrajno francosko-špansko vojno od 1635 do 1659.
Pimentel in Kristina sta se nato 1655 znova srečala v Bruslju in je bil navzoč kot priča, ko je vstopila tajno v polno skupnost s katoliško Cerkvijo. Spreobrnila se je namreč na katolištvo na sam Sveti večer istega leta. Potem je bil tudi član njenega spremstva v Innsbrucku - ko je izpovedala vero svojih prednikov javno, kakor tudi na potu v Rim.
Krščena na ime Kristina Avgusta je pri spreobrnjenju privzela še ime Aleksandra, in se je odslej imenovala Kristina Aleksandra. Aleksandra je bilo njeno birmansko ime v čast papežu Aleksandru VII., kakor tudi enemu od njenih junakov Aleksandru Velikemu. Papež jo je nagovarjal, naj doda še "Marija" v čast Blažene device Marije, vendar je ta predlog zavrnila.

### Kristina vVečnem mestu

#### Sprejem v vesoljno krščanstvo v Innsbrucku
Septembra 1655 je s spremstvom 255 oseb in 247 konj odšla v Italijo. Papežev sel, knjižničar Holstenius, tudi sam spreobrnjenec, jo je čakal v Innsbrucku. Kristina je 3. novembra 1655 v Hofkirche, ki so jo začeli graditi 1653 in torej še ni bila opremljena, pa tudi orgle še niso bile končane, prisostvovala slovesnemu obredu javnega sprejetja v polnost krščanstva, ki ga predstavlja Rimskokatoliška Cerkev s papežem kot Kristusovim namestnikom. O tem pomembnem dogodku je takoj obvestila papeža Aleksandra VII. ter svojega bratranca Karla X., ki mu je prepustila švedski prestol.

##### Operav Kristinino čast
L'Argia 

V počastitev njenega uradnega sprejema v katolištvo so med drugim premierno izvajali Cestijevo opero L'Argia.
Opero L'Argia, ki je sestavljena iz uvoda in treh dejanj, je komponiral Cesti, libretto pa napisal Apolloni. To je bila prva predstava v Dvornem gledališču v Innsbrucku dne 4. novembra 1655, da bi proslavili obisk švedske kraljice Kristine.
Dejanje je postavljeno na otok Ciper, kjer princesa Argia ljubosumno zasleduje nestanovitnega in nezvestega Selina.
3. novembra je torej javno vstopila v katolištvo v Hofkirche v Innsbrucku. Naslednjega večera so predvajali opero L'Argia v nadvojvodovem novem gledališču, ki so ga odprli prejšnje leto in je stalo na mestu današnjega Tiroler Landestheater Innsbruck (Tirolskega deželnega gledališča).
Sama opera je imela razkošno odrsko opremo z več baleti ter zbori, ki so bili vključeni v dejanje. Izvedba je bila tako uspešna, da so jo ponovili 7. novembra, na noč pred Kristininim odhodom v Rim. To je bil njen uvod v italijansko "dramma per musica". Ko se je naselila v Rimu, je pod vtisom te umetnine postala pomembna pokroviteljica take umetniške oblike.
Kako je bila ta izredna opera všeč navzočemu občinstvu, zlasti pa še glavni namembnici, to je, švedski kraljici Kristini? O tem imamo ohranjeno kratko poročilo, ki pravi: 
| Nemški prevod iz latinskega izvirnika | Slovenski prevod |
| --- | --- |
| "Da ich ganz nahe saß (...), hörte ich die Königin wiederholt ihrem Erstaunen Ausdruck geben über die Gewalt der Sprache, deren vollendete Wiedergabe durch die Musik und die seltene Kunst der Sänger und Musiker. Die Königin und die ganze vornehme Gesellschaft spendeten wiederholt lebhaften Beifall und erklärten, daß sie etwas Ähnliches nie gesehen und wohl auch nicht wieder sehen würden." | “Ker sem sedel čisto blizu…, sem slišal kraljico, kako je večkrat izražala svoje občudovanje nad krepkim jezikom, ki ga je ponovno dopolnjevala glasba in redka umetnost pevcev in glasbenikov. Kraljica in celotna plemenita družba je spet in spet izražala svoje živo zadovoljstvo, češ da kaj podobnega še nikoli niso videli in za gotovo nikoli več ne bodo videli.“ |

#### Zmagoslavje vItaliji
Potovanje proti jugu skozi Italijo je podrobno načrtoval Sveti sedež; sledili so si zmagoslavni sprejemi v Ferrari, Bologni, Faenzi in Riminiju. V Pesari se je Kristina seznanila s rokohitrskimi brati in umetniki Santinelli, ki so jo s svojimi pesnitvami in spretnim plesom tako navdušili, da jih je vzela v službo.
20. decembra je dosegla Vatikan, kjer ji je papež odstopil posebno krilo, ki ga je okrasil Bernini; papež je takoj opazil napis, ki je namigoval na severni veter: Omne malum ab Aquilone, (tj. Vse hudo prihaja s severa), in je poskrbel, da so ga takoj prebarvali.
Uradni sprejem je potekal 20. decembra 1656 na sijajni kočiji, prav tako oblikovani od Berninija, ki so jo zapeljali skozi Porta Flaminia (danes Porta del Popolo). Kristina se je srečala z Berninijem naslednjega dne, ter ga takoj povabila na večerjo; prijatelja sta ostala do konca življenja. "Dva dni nato so jo spremljali v Vatikansko baziliko, kjer jo je birmal sam papež Aleksander. Takrat je dobila svoje drugo ime Aleksandra, kar je ženska oblika od Aleksander."

#### Kristina na odprtjusvetega leta
Na švedsko kraljico Kristino - ki se je rodila kot protestantinja - a se je odpovedala prestolu in se vrnila v vero svojih prednikov ter postala kljub velikim žrtvam katoličanka, so gledali papeži, škofje - zlasti kardinali - pa tudi verniki - z velikim spoštovanjem. V njej so videli uspeh tridentinske obnove v upanju, da bo to ugodno vplivalo tudi na druge protestantske vladarje. Zato so ji velikodušno spregledali razna čudaštva in nenavadnosti. Takšna - nepredvidljiva - je bila poprej v domovini, potem na svojih evropskih potovanjih, med bivanjam v Rimu - pa tudi ob svetoletnem jubileju.
Ko je na Sveti večer 1675 petinosemdesetletni papež Klemen X. s težavo dvignil kladivo, da bi podrl zid svetih vrat pri Svetem Petru, se je pozornost navzočih romarjev naenkrat obrnila k odru v obliki kraljevske sobane. Nepredvidljiva vladarica je s tega umetnega trona očitala krepko poučno lekcijo svojima gostoma, angleškima protestantoma, ki se nista čutila dolžna poklekniti ob padcu zida. Medtem, ko so bili tuji romarji osupli ter presenečeni nad pripetljajem, se Rimljani – kleriki, laiki, kardinali in sam papež – niso čudili; poznali so namreč čudaški značaj te gospe, ki ji je Bernini namenil eno svojih zadnjih del – veličasten zlat prestol, s katerega je oštevala svoja otoška gosta.
Obstaja zanimiv opis celotnega dogajanja, ki je bilo v navadi v tistih časih - večinoma je obred ostal nespremenjen do danes.
| Italijansko besedilo | Slovenski prevod |
| --- | --- |
| Giornale de l’anno santo MDCLXXV celebrato da l’amabilissima pietà di papa Clemente X. Correa l’Anno 1674 nel secolo 17. da l’Incarnatione, e del Gouerno dignissimo di Clemente X. il quinto, quando il Cuore de’ Fedeli Romani, c… di tutto il Cristianesimo piú anzioso viuea di ritrouarsi, e lauare le sue colpe con la pienissima Indulgenza ne l’anno santo 1675. Giubiló la prima volta, e prese animo á li 3. di Maggio nel 1674 giorno de l’Ascensione, quando sotto le Logge di San Pietro in Vaticano sopra un Catedra á lato de la Porta Maggiore, mentre il Pontefice calaua per entrare in Chiesa, fu letta la prima Bolla, che auuisaua l’aperitione de le Porte Sante per l’acquisto del Santo Giubileo nel prossimo anno santo. Fù publicata in questo giorno anche vn’ altra Bolla, continente le Riuocatione di tutte l’Indulgenze strettamente, conforme pratticarono li duo suoi Predecessori, Vrbano, & Innocentio. In tanto Nostro Signore proseguì per la Piazza processionalmente, portato come sopra, verso la Guglia, e poi verso la Basilica Vaticana. Sin da prima, che il Papa partisse da la Stanza de’ Paramenti, ere Processionalmente partito tutto il Clero Romano, e Religiosi da la Porta del Palazzo Apostolico, e disposto per tutta la via lateralmente da ambe le parti, fino á le Scale de la Basilica con buona ordinanza, lasciando in mezzo un’ ampia via, acciò potesse senza impedimento passare tutta la Processione, & essere goduta senza confondersi dal Popolo, che infinito si era radunato ne la Piazza, e sopra le Scale de la Basilica. Giunse il Pontefice dentro il Portico de la medesima Basilica, ove erano alzati molti palchi vagamente ornati, & in particolare quello á l’incontro de la Porta Santa, preparato per la Maestà de la Regina di Suetia: un altro per la Serenissima Duchessa di Modana: & uno per le Prencipesse Nipoti di Nostro Signore. La Maestà de la Regina Cristina di Suetia, che con gran veneratione si mostrò divota a le Accioni del Pontefice, onorò del luogo nel suo palcó alcuni Signori Oltramontani, trá quali vi erano due Milordi Inglesi, uno de’ quali Miscredente ripugnava inginocchiarsi á l’arrivo di Sua Santità: auuedutasene Cristina, e reputando ciò troppa indecenza, li commandò il prostrarsi; e perche á le prime non obedí, replicogli il comandamento così; che se non obediua, sarebbe restato mal sodisfatto; obedí, non só, se per tema, ó compunzione. | Dnevnik svetega leta 1675, ki ga je obhajal z izredno pobožnostjo papež Klemen X. Teklo je leto 1674 v 17. stoletju od učlovečenja (našega Gospoda Jezusa Kristusa), in peto leto odličnega vladanja Klemena X. Takrat je živelo srce rimskih vernikov in celotnega krščanstva v hudi stiski, ter se je želelo zbrati in izmiti svoje krivde s popolnim odpustkom svetega leta 1675. Prvič ga je obhajal ter se je osrčil 3. majnika 1674 na dan Vnebohoda. Ko je vstopal v Baziliko svetega Petra, je dal brati s stranske prižnice pri glavnih vratih prvo bulo, ki je napovedovala odprtje svetih vrat za začetek svetega jubileja ob prihodnjem svetem letu. Istega dne je objavil tudi drugo bulo, ki je vsebovala posebno sklicevanje na vse odpustke, kot sta jih podeljevala njegova predhodnika Urban ter Inocenc. Našega gospoda (papeža) so v sprevodu nosili po Trgu (svetega Petra), proti Obelisku, in nato proti Vatikanski baziliki. Od vsega začetka, ko je papež krenil od Stanza de’ Paramenti, je v procesiji krenila vsa rimska duhovščina in redovniki od vrat, in se razpostavila po celi cesti vzdolž obeh strani, vse do stopnic pred Baziliko in sicer lepo urejeno, da je pustila v sredini široko pot, po kateri bo lahko brez ovir hodila cela procesija, ne da bi se pomešala z ljudstvom, ki se ji je pridružilo na trgu in nad bazilikinimi stopnicami. Prispel je papež znotraj stebrišča omenjene bazilike, kjer so bili postavljeni mnogi razkošno okrašeni odri, zlasti tisti nasproti svetih vrat, pripravljen za veličanstvo švedske kraljice; drugi za presvetlo vojvodinjo Modane, eden pa za kneginje-nečakinje našega gospoda (papeža). Njeno veličanstvo kraljica Švedske, ki je kazala veliko spoštovanje in pobožnost do papeževih postopkov, je na svojem odru častila nekaj prekhribovskih (=prekalpskih) gospodov, med katerima sta bila dva angleška lorda; eden od njiju je kot malovernež zavračal poklek na prihod Njegove svetosti. Ko je to opazila Kristina, je to smatrala za preveliko nespodobnost, in mu je ukazala, naj poklekne; ker na prvo besedo ni ubogal, mu je zaukazala tako strogo, češ da mu bo še žal, če ne bo poslušal; in je ubogal; ne vem, ali iz strahu ali iz skrušenosti. |

#### Zadnjarimskaleta
1672 je bila ena od kandidatinj za poljski prestol po smrti kralja Ivana tudi Kristina, saj je izhajal njen rod od svete Brigite; načrt ji je spodletel kljub papeževi podpori – prestol je zasedla njena istoimena bratranka.
Kristina je torej po svojem prihodu v Rim še večkrat odpotovala po evropskih deželah – dvakrat v upanju na kraljevsko krono: enkrat v Neapeljskem kraljestvu, drugič na Poljskem; pa tudi na Švedskem je bila dvakrat – enkrat v poskusu, da se vrne na prestol: a so propadli vsi njeni tozadevni poskusi, tudi poljski, ki ga je priporočil sam papež. Tako se je četrtič in dokončno vrnila »v svoj ljubljeni Rim« 22. novembra 1668.
Klemen IX. jo je večkrat obiskal, saj sta bila oba navdušena nad gledališkimi igrami, ki jih je prirejala – bil je vedno slovesno sprejet v veliki dvorani, kjer so nastopali pevci in igralci. Ko je papeža zadela možganska kap je bila ena redkih oseb, ki jo je hotel videti ob svoji smrtni postelji. Leta 1671 je Kristina v nekdanjem zaporu ustanovila prvo javno gledališče v Rimu, Tor di Nona.
Novi papež Klemen X. je v resnem duhu katoliške obnove tožil nad javnim pohujšanjem, ki ga povzroča gledališče.
Še slabše se je Kristininemu podjetju pisalo, ko je postal papež Inocenc XI.; v nekaj letih je preuredil njeno gledališče v pšenično kaščo, čeprav je bil sicer neredko gost na njenem kraljevskem dvorcu skupaj z drugimi kardinali. On je prepovedal ženskam nastopanje s petjem ali igro, kakor tudi nošenje izrezanih oblek. Kristina je tako ravnanje smatrala za čisto traparijo; ženske je odslej vabila k nastopanju v svoji palači.
1675 je postal portugalski jezuit Vieira njen spovednik; Kardinal Azzolino pa je bil njen zavetnik, postavljen od papeža.

#### Bojevnica za človekove pravice
Kristina je bila po značeju pogumna in odločna, včasih celo surova, zlasti do svojih sovražnikov. Kakor je ni mogel nihče zaustaviti pri uveljavljanju njenih kraljevskih resničnih ali umišljenih pravic, tako je bila dosledna tudi pri zahtevah, da se spoštujejo pravice drugih, tudi najbolj preprostih in zapostavljenih slojev.
To jo je vodilo tudi v boj za varstvo človeških pravic, ki so bile po njenem mnenju v nekaterih primerih zapostavljene ali celo teptane. Poveljevalnost in uporniški duh sta jo spremljala še dolgo po njeni odpovedi oblasti; svoje za tiste čase nenavadne strpnosti do prepričanja drugih ni boječe skrivala, ampak jo je odločno in hrabro uveljavljala, kjer je le mogla. Kjer ni šlo drugače, je poudarjala tudi svoje kraljevsko dostojanstvo. V današnjem jeziku bi dejali, da je bila bojevnica za človeške pravice.
1. Kristina je vse življenje ostala zelo strpna do prepričanja drugih. Privlačilo jo je mnenje španskega duhovnika Molinosa, ki ga je zaposlila kot zasebnega teologa. Rimska inkvizicija ga je preiskovala, zasliševala in tudi zaprla, ker je razglašal, da greh pripada spodnjemu čutnemu delu človeka in da ni podrejen človekovi svobodni volji. Kristina mu je pošiljala hrano in na stotine pisem, ko je bil zaprt v Angelskem gradu.
2. Ko je Ludvik XIV. preklical Nanteski edikt in odpravil dotedanje pravice francoskih protestantov hugenotov, mu je Kristina 2. februarja 1686 napisala ogorčeno pismo, naslovljeno na francoskega veleposlanika. Sončni kralj sicer ni nič odgovoril ter ni upošteval njenih pogledov, vendar Kristine ni mogel utišati.
3. V Rimu je papežu Klemenu X. prepovedala navado preganjanja Judov po ulicah med kurentovanjem. 15. avgusta 1686 je razglasila, da so rimski Judje pod njeno zaščito; podpisala se je "la Regina" - kraljica.[76][77]

## Dela
(nemško)
Kristina je dovolila objaviti svoja pisma z Descartesom in posmrtno svoje pregovore. 
- Historische Merkwürdigkeiten der Königin Christina von Schweden, Herausgeber Johan Arckenholtz,[78] Amsterdam und Leipzig, vier Bände 1751–1760
- Memoiren, Aphorismen, München, Winkler 1967 (Herausgeberin Anni Carlson)
- Gedanken über Religion und Leben, Düsseldorf, Schwann, 1930 (Herausgeber Hermann Joseph Schmidt)
- Gesammelte Werke − Autobiographie, Aphorismen, historische Schriften, Hamburg, Autorenverlag Maeger 1995 (mit 130 restaurierten Faksimileseiten der Arckenholtz-Ausgabe 1751/2)

(francosko)
Dopisovanje med drugimi z Descartesom:
- Lettres choisis des Christine reine de Suede, 1760, und Lettres Secrets, Genf 1761.
- Dela, tudi francoski Mémoires pour servir à l’histoire de Christine de Suède, štirje zvezki 1751–1760.

#### Kristinini navedki oBoguinveri
A dios rogando y con el mazo dando (Kristinin španski izvirnik).
Boga je treba prositi in moliti tudi takrat, kadar daje s kladivom (Slovenski prevod).
“Quand’uno è cattolico, ha la consolazione di credere ció che tanti nobili spiriti credettero per 16 secoli, possiede la gloria d’appartenere ad una religione, confermata da milioni di miracoli e di martiri; una religione che produsse tante vergini mirabili, che trionfando delle debolezze del loro sesso, si consacrarono a Dio.” (Kristinin izvirnik v italijanščini) 
“Ha az ember katholikus, azon vigasztalása van, hogy mindazt hiszi, amit 16 század óta minden nagy szellem hitt; az ember boldog, hogy oly vallásban élhet, melyet csodák és az igazságokért életöket feláldozó vértanúk milliói erősítettek meg.” (Kristinini Spomini, madžarski prevod)
”Če je človek katoličan, uživa to tolažbo, da veruje vse tisto, kar je skozi 16 stoletij veroval vsak velik um; človek je blažen, da lahko živi v tisti veri, ki so jo potrdili milijoni čudežev in mučencev, ki so za njeno resničnost žrtvovali svoje življenje. Ta vera proizvaja toliko čudovitih devic, ki slavijo zmagoslavje nad slabostmi svojega spola, ko se posvečujejo Bogu.” (“Zapisi kraljice Kristine v osebnem dnevniku” - slovenski prevod obojnega)
“God has neither form nor shape under which we can know Him; when he speaks of Himself in metaphors and similes, He is adapting Himself to our foolishness, our limited capacity.” (angleški prevod).
»Bog nima niti forme niti oblike, pod katero bi ga lahko spoznali; ko govori o sebi v metaforah in prispodobah, se prilagaja naši neumnosti, naši omejeni zmožnosti.« (Slovenski prevod).

## Smrt in spomin

### Bolezen
V hladnem februarju 1689 je Kristina romala po cerkvah v Kampaniji ter se hudo prehladila in zbolela. Prejela je tudi zakramente za umirajoče: spoved, popotnico in maziljenje. Bolehala je za sladkorno. Na videz se ji je stanje zboljšalo, v resnici pa se je sredi aprila bolezen zapletla z dodatno hudo okužbo s šenom (latinsko: erysipelas), čemur je sledila pljučnica in visoka vročina.
Na svoji smrtni postelji je poslala papežu sporočilo, v katerem ga je prosila za zamero, naj ji odpusti prejšnje žalitve.

### Smrt
Kristina je umrla 19. aprila 1689 v Rimu v palači Corsini ob šetih zjutraj. Njen zavetnik – kardinal Azzolino - je umrl istega leta, 6. junija, torej poldrugi mesec pozneje.

### Na parah
Kristina je želela preprost pogreb na Panteonu, toda papež Inocenc XI. je vztrajal, da naj bo štiri dni izpostavljena na lit de parade (na odru oziroma po domače rečeno na parah) v palači Riario. Bila je balzamirana, prekrita z belim brokatom, srebrno krinko, pozlačeno krono in žezlom. 
"Kraljica je nosila tanek plašč, okrašen s stotinami kron in krznom obrobljen s hermelinom, pod tem čudovitim oblačilom v dveh kosih, s tankimi rokavicami in nogavicami iz pletene svile ter parom elegantnih suknenih copatov" Podobno navadi pri papeških pogrebih so jo deli v trojno trugo – eno iz cipresovine, eno svinčeno in končno v hrastovo.

### Pogreb
Pogrebna povorka 2. maja 1689 je krenila od Santa Maria in Vallicella do Svetega Petra, kjer so jo pokopali v Vatikanskih jamah – kot eno od le treh žensk, ki jim je sploh kdaj bila izkazana ta čast. 
1. Prva je bila Matilda Toskanska [84], ki si je zaslužila to čast s tem, da je podpirala papeže proti zahtevam mogočnih zemeljskih vladarjev, kakor tudi protipapežev.
2. Druga je bila kraljica Kristina (1626-1689), ki je postala nekak simbol uspešnosti katoliške obnove; po igri usode je namreč hčerka vstopila v prav tisto vero, ki jo je njen oče preganjal, se zoper njo vojskoval in v bitki tudi padel.
3. in Marija Sobjeska (*1702, vladala 1719-1735), pravnukinja slavnega osvoboditelja Dunaja Jana Sobjeskega, ki se je rešila pred preganjanjem na Angleškem, kjer so jo spravili ob kraljevski prestol protestantje.

### Grob in spomenik
Kristinino srce in notranjost so postavili v visoko žaro. Med 2005 do 2011 so postavili njen sarkofag blizu groba papeža Janeza Pavla II.
1702 Clement XI commissioned a monument for the queen, in whose conversion he vainly foresaw a return of her country to the Faith and to whose contribution towards the culture of the city he looked back with gratitude. This monument was placed in the body of the basilica and directed by the artist Carlo Fontana.
Leta 1702 je Klemen XI. naročil spomenik za kraljico, po katere spreobrnitvi je zaman predvideval vrnitev njene dežele h katoliški veri; s hvaležnostjo se je oziral na njen prispevek h kulturnemu napredku mesta Rima. Ta spomenik je bil postavljen v samo središče bazilike, napravil pa ga je umetnik Fontana (1634-1714).  Kristino je upodobil na pozlačenem in bronastem medaljonu, podprtem z okronano lobanjo. Trije reljefi spodaj so predstavljali njeno odpoved švedskemu prestulu in protestantizmu v Innsbrucku, odpoved plemstvu in vero, ki je zmagala nad krivoverstvom.
Za svojega edinega dediča je Kristina imenovala kardinala Azzolina v prepričanju, da bo on poravnal vse njene dolgove; vendar je bil kardinal preveč bolan in izčrpan, da bi se pridružil njenemu pogrebu, in je umrl že junija istega leta kot Kristina. Njegov nečak Pompeo Azzolino je bil njegov edini dedič in on je hitro razprodal dragocene Kristinine umetniške zbirke.

## Filmio kraljici Kristini
O Kristini je napisano veliko knjig in člankov, kakor tudi glasbenih in drugih del. Z njo se pečajo prav vsa družbena občila. Med to skoraj nepregledno množico se omejimo na filme, ki se dotikajo njenega življenja; večinoma jih ne zanimajo toliko zgodovinska dejstva, kolikor senzacija z resničnimi ali še rajši izmišljenimi ljubezenskimi dogodivščinami, katerih središče je seveda kraljica Kristina.
Za vse te filme velja skoraj redno tisti opomin, ki ga njen dober poznavalec Celler podaja glede prvega filma iz leta 1933 z naslovom Kraljica Kristina:
| Krisztina, egy különc királynő | Kristina - kraljica posebnež |
| --- | --- |
| Akiben Krisztina svéd királynőről az a kép él, amit az 1933-ban forgatott Greta Garbo-film sugall, az sürgősen törölje ki agyából ezt az emléket. Az igazi Krisztina nem volt sem nyúlánk, szőke és szép, sem pedig férfifaló. | V komer živi tista podoba švedske kraljice Kristine, kot jo predlaga film z Greto Garbo iz leta 1933, naj ta spomin nujno izbriše iz možganov. Prava Kristina ni bila niti vitka, plavolasa in lepa, niti ni norela za moškimi. |

Kraljica Kristina (1933) 

Ameriški film iz leta 1933.
V filmu iz leta 1933 Kraljica Kristina (Queen Christina), v katerem je igrala kraljico Kristino kot glavno vlogo svetovno znana švedska igralka Greta Garbo, nastopa tudi veleposlanik Pimentel; v filmu ga kličejo običajno Antonio ali preprosto Španski veleposlanik; njegovo vlogo je komaj-komaj sprejel na vztrajno in izrecno Gretino željo John Gilbert, ki je bil njen nekdanji resnični ljubimec. Mlada kraljica se zaljubi v Antonija. Glavna ovira za njuno poroko pa je, da je Pimentel katoliške vere, medtem ko je ona protestantovske. Film še prikaže Kristinino odpoved prestolu 1654; ne pokaže pa kot vzrok prestopa v katoliško vero, ampak zaljubljenost v Antonija, ki kmalu nato pade v mečevalskem dvoboju, ter ji umrje v naročju. Nato odide Kristina v Španijo, deželo svojega ljubega.
V resnici pa je imel Antonio ženo in otroke in ni umrl na Švedskem, ampak je živel še kakih trideset let po Kristinini odpovedi prestolu, ter bil še naprej v službi španskega kralja - toda ne več na Švedskem, ampak v Franciji in na Španskem Nizozemskem. On je bil pravzaprav tista skrivnostna zveza, po kateri je kraljica bolje spoznala vero svojih prednikov ter je končno prestopila v katoliško Cerkev.
Punčka kralj 

Finski film iz leta 2015.
V filmu iz leta 2015 Punčka kralj (The Girl King) je na nenavaden način obdelana še bolj nenavadna mladost Kristine Švedske, ki je že s 6 leti postala kraljica - pravzaprav po mnogih lastnostih in po sili razmer pravi kralj.
Kristina je predstavljena v glavni vlogi tudi v drugih filmih:
Odpoved

Angleški film iz leta 1974.
Odpoved (nemško: Christina – Zwischen Thron und Liebe; angleško: The Abdication) V glavni vlogi Liv Ullmann, režiser pa Anthony Harvey. Zgodba filma: Kristina zaapusti ljubezen svoje mladosti z lepim plemičem Karlom, odpove se švedskemu prestolu in se spreobrne v katolištvo. Ko pride v Rim, postane središče umetnosti in znanosti, pa se zaljubi v svojega kardinala-zavetnika Azzolina.
Kraljica Kristina (1981) 

Švedski film iz leta 1981.
V filmu Kraljica Kristina (Drottning Christina) nastopa v glavni vlogi Lena Nyman, režiser pa je Björn Melander
Kristina Vasa – divja kraljica 

Nemški film iz leta 2013.
Christina Wasa – Die wilde Königin. Dokumentarni film - režiser Wilfried Hauke.

### Rodovnik - družinsko deblo
| Kristina Vasa | Oče: Gustav II. Adolf Švedski       | Očetov dedek: Karel IX. Švedski            | Očetov pradedek: Gustav I. Švedski (=Sigismund III. Poljski) | Očetov prapradedek: Ivan III. Švedski (=Erik Johansson Vasa) |
| Kristina Vasa | Oče: Gustav II. Adolf Švedski       | Očetov dedek: Karel IX. Švedski            | Očetov pradedek: Gustav I. Švedski (=Sigismund III. Poljski) | Očetova praprababica: Cecilija Månsdotter Eka                |
| Kristina Vasa | Oče: Gustav II. Adolf Švedski       | Očetov dedek: Karel IX. Švedski            | Očetova prababica: Marjeta Leijonhufvud                      | Očetov prapradedek: Erik Abrahamsson Leijonhufvud            |
| Kristina Vasa | Oče: Gustav II. Adolf Švedski       | Očetov dedek: Karel IX. Švedski            | Očetova prababica: Marjeta Leijonhufvud                      | Očetova praprababica: Ebba Eriksdotter Vasa                  |
| Kristina Vasa | Oče: Gustav II. Adolf Švedski       | Očetova babica: Kristina Holstein-Gottorp  | Očetov pradedek: Adolf Holstein-Gottorp                      | Očetov prapradedek: Friderik I. Danski                       |
| Kristina Vasa | Oče: Gustav II. Adolf Švedski       | Očetova babica: Kristina Holstein-Gottorp  | Očetov pradedek: Adolf Holstein-Gottorp                      | Očetova praprababica: Zofija Pomeranska                      |
| Kristina Vasa | Oče: Gustav II. Adolf Švedski       | Očetova babica: Kristina Holstein-Gottorp  | Očetova prababica: Kristina Hessen-Darmstadt                 | Očetov prapradedek: Filip I. Hesenski                        |
| Kristina Vasa | Oče: Gustav II. Adolf Švedski       | Očetova babica: Kristina Holstein-Gottorp  | Očetova prababica: Kristina Hessen-Darmstadt                 | Očetova praprababica: Kristina Saksonska                     |
| Kristina Vasa | Mati: Marija Eleonora Brandenburška | Očetov dedek: Ivan Sigismund Brandenburški | Materin pradedek: Joahim III. Friderik Brandenburški         | Materin prapradedek: Ivan Jurij Brandenburški                |
| Kristina Vasa | Mati: Marija Eleonora Brandenburška | Očetov dedek: Ivan Sigismund Brandenburški | Materin pradedek: Joahim III. Friderik Brandenburški         | Mamina praprababica: Hedvika Zofija Brandenburška            |
| Kristina Vasa | Mati: Marija Eleonora Brandenburška | Očetov dedek: Ivan Sigismund Brandenburški | Mamina prababica: Katarina Brandenburška-Küstrin             | Materin prapradedek: Ivan Brandenburški-Küstrin              |
| Kristina Vasa | Mati: Marija Eleonora Brandenburška | Očetov dedek: Ivan Sigismund Brandenburški | Mamina prababica: Katarina Brandenburška-Küstrin             | Materina praprababica: Katarina Brunswick-Wolfenbüttel       |
| Kristina Vasa | Mati: Marija Eleonora Brandenburška | Materina babica: Ana Pruska (1576-1625)    | Materin pradedek: Albert Friderik Pruski                     | Materin prapradedek: Albert I. Pruski                        |
| Kristina Vasa | Mati: Marija Eleonora Brandenburška | Materina babica: Ana Pruska (1576-1625)    | Materin pradedek: Albert Friderik Pruski                     | Materina praprababica: Ana Marija Brunswick-Lüneburg         |
| Kristina Vasa | Mati: Marija Eleonora Brandenburška | Materina babica: Ana Pruska (1576-1625)    | Materina prababica: Marija Eleonora Jülich-Kleveberg         | Materina prapradedek: Viljem Jülich-Kleveberg                |
| Kristina Vasa | Mati: Marija Eleonora Brandenburška | Materina babica: Ana Pruska (1576-1625)    | Materina prababica: Marija Eleonora Jülich-Kleveberg         | Materina praprababica: Marija Avstrijska                     |

## Ocena

### Poteoriji zarotenaj bi bilCogitoergosumumorjen
Danes obstajajo različne teorije zarote: ne le v zvezi s koronino vseokužbo, ampak tudi v zvezi z raznimi zgodovinskimi dogodki. Tovrstne knjige čez noč postanejo uspešnice, kar dokazujeta npr. zakonca Monaldi & Sorti z romani Imprimatur, Secretum, Veritas in celo vrsto njim podobnih, ki obravnavajo nekatere skrivnostne zgodovinske dogodke v zvezi s posvetnimi vladarji, pa seveda tudi s papeži oziroma katoliško Cerkvijo.
Taka izredna zgodovinska dogodka sta vsekakor tudi odpoved prestolu in vstop v katoliško Cerkev švedske kraljice Kristine, kakor tudi vloga filozofa Descartesa v njenem življenju, zlasti pa njegova nenadna smrt.
Knjiga nemškega univerzitetnega predavatelja in filozofa Erberta Der rätselhafte Tod des René Descartes (Nepojasnjena smrt Renéja Descartesa) zna potešiti radovednost današnjega izbirčnega bralca, ter podaja svojo izvirno razlago sicer znanih dogodkov. 
Avtor namreč ni zadovoljen z doslej veljavno razlago, češ da je znamenitega misleca pobrala pljučnica, ampak »išče in najde« tudi njegovega morilca, ki naj bi bil nihče drugi, kot katoliški duhovnik in redovnik, avguštinec Viogué, ki je takrat stanoval v isti hiši kot francoski veleposlanik Chanut. On je že 1648 sporočil Združbi za širjenje vere, da si namerava švedska kraljica, »če bo sploh prišla v poštev kaka druga vera, izvoliti samo katoliško.« Menil pa naj bi (to ni nikjer zapisano), da Descartes s svojimi svobodomiselnimi ovira to odločitev.. Ko je prišel torej obhajat hudo bolnega filozofa, naj bi mu podal v arzenik namočeno hostijo in da je bil prav to vzrok smrti.“
Dve leti pozneje (2011) je izšel v Parizu francoski prevod te knjige. Avtor je bil kmalu na bojni nogi z dvema francoskima kritikoma njegovih raziskav (René Verdon, Victor Carraud); krepko so se spopadli na spletnem časopisu Revue du dix-septième siècle.

#### Nasprotujoča si mnenja
Nasprotno izročilu in večinskemu prepričanju je torej Ebert v novejšem času postavil neverjetno tezo, češ da je šlo za zastrupljenje in sicer z arzenikom.
1. Po prvem mnenju naj bi svobodomiselni Descartes s svojim liberalizmom oviral prizadevanje jezuitov za Kristinin prestop v katolištvo in naj bi ga zategadelj zastrupil katoliški duhovnik, ki mu je prinesel hostijo za popotnico, namočeno v arzenik.[32][33]
2. Po drugem mnenju naj bi ga iz nasprotnega razloga - da namreč ne bi pospeševal njenega prestopa, saj je bil mislec vendarle ugleden katoličan, - spravili s poti sami švedski protestantje.[95]
3. Ugledni švedski zgodovinar Frängsmyr, profesor na Uppsalski univerzi, pa podaja tretje mnenje, ki se s tako teorijo zarote nikakor ne strinja. Meni namreč, da ni nobenega razloga, da ne bi verjeli zgodovinskim poročilom, da je umrl veliki filozof Cogitoergosum za pljučnico. Pravi nadalje, da je teorija zarote neutemeljena in nedokazana izmišljotina ter je za švedski Radio SR dejal:

| Was Descartes murdered? Angleški izvirnik | Ali je bil Descartes umorjen? Slovenski prevod |
| --- | --- |
| "Well, it is interesting with all these bold theories. Sometimes one might think that they come because the author himself wants attention. In this case the whole claim is based on a false assumption, according to me. It is based on the assumption that Descartes would have an interest in hindering Christina's conversion to Catholicism. There is nothing that support this. Descartes was himself a believing catholic. Before it has been discussed whether or not Descartes meant something to help Christina's... Now somebody claims that he hindered her conversion and if that claim is false the whole murder theory falls." | "Pravzaprav je soočenje z vsemi temi drznimi teorijami zanimivo. Včasih bi lahko pomislili, da se pojavijo, ker avtor sam želi pozornost. V tem primeru po mojem mnenju celotna trditev temelji na napačni predpostavki. Temelji namreč na predpostavki, da je Descartes želel ovirati Kristinino spreobrnjenje v katolištvo. Te predpostavke pa ne podpira ničesar. Descartes je bil namreč tudi sam veren katolik. Prej so razpravljali zgodovinarji o tem, ali in koliko je ali ne pomagal Descartes Kristini... Zdaj na vsem lepem nekdo trdi, da je mislec oviral njeno spreobrnitev. Če je pa ta trditev neresnična, pade celotna teorija o umoru v vodo." |

### Različna mnenja o nenavadni kraljici
Kristino omenjajo kot eno najbolj učenih žensk 17. stoletja. Bila je ljubiteljica knjig, rokopisov, slik in kipov. S svojim zanimanjem za vero, modroslovje, matematiko in alkemijo je privabila številne znanstvenike v Stockholm želeč, da bi mesto postalo Severne Atene. Bila je izobražena, trmasta in muhasta.
Njen nenavaden življenjski slog in moško oblačenje so predstavile neštete povesti, igre, opere in filmi. V vseh življenjepisih o Kristini njen spol, verska in kulturna istovetnost igrajo pomembno vlogo.

#### Gostja štirihpapežev
Vsi viri nekritično omenjajo - verjetno prepisujoč eden od drugega, da je bila Kristina gostja petih papežev. Pravzaprav pa je bila gostja le štirih, kajti četrti (Inocenc XI.) je umrl v istem letu kot ona in sicer pozneje, prvi (Aleksander VII.) pa jo je sprejel šele po njeni spreobrnitvi v Innsbrucku, ki se je zgodila 3. novembra 1655; šele nato je odpotovala v Rim.
Ko je neuradno vstopila v polno edinost v Bruslju na Sveti večer 1654, je resda vladal Inocenc X., ampak onadva se sploh nista nikoli srečala, ker je prišla v Rim šele za Aleksandrovega vladanja.
"Njeni papeži" pa so vladali takole, in tukaj so samo štirje, ter nikakor ni prostora za petega, razen če bi šteli za njenega gostitelja tudi papeža Inocenca X., ki pa se z njo nikoli ni osebno srečal, saj je več ko leto dni potovala po katoliški Evropi, preden je zmagoslavno prispela v Rim: 
1. Inocenc X. (15. september 1644 - 7. januar 1655);
2. Aleksander VII. (7. april 1655 – 22. maj 1667);
3. Klemen IX. (20. junij 1667 – 9. december 1669);
4. Klemen X. (29. april 1670 – 22. julij 1676);
5. blaženi Inocenc XI. (21. september 1676 – 12. avgust 1689).

#### Velika v umetnosti, veri in vedi, ostra do "izdajalcev"
Papež Klemen X. je Kristino opisal kot "kraljico brez kraljestva, kristjanko brez vere, in žensko brez sramu." 
Tako ostro kritiko lahko razumemo zaradi takratnega strogega prizadevanja za javno moralo v duhu protireformacije oziroma katoliške, tridentintske obnove, čemur pa karnevali (=pustne norčije) in razne (največ ljubezenske) gledališke igre vsekakor niso prispevale.
Zlasti pa so papeži, kralji in posebno še ljudstvo obsojali in se zgražali nad Kristinino krutostjo, s katero je dala umoriti Maldeschinija, ki jo naj bi izdal oziroma pripravljal zaroto zoper njo. - pa še celo na ozemlju svojega gostitelja francoskega kralja, ker je po njenem mnenju izdal njeno zaupanje; nobena prošnja za pomilostitev - tudi one z najvišjega mesta - niso nič pomagale. Kralj Ludvik jo je takrat vljudno zaprosil, naj zaradi vznemirjenja med ljudstvom čim prej odide, češ da njeno bivanje v Franciji ni več zaželeno. Večina razlagalcev meni, da je Kristina imela do takega ravnanja pravico, saj je kot kraljica imela tudi sodno oziroma kaznovalno oblast. Kljub temu pa je zbujalo začudenje, obsojanje in celo zgražanje, da v nekaterih primerih ni uporabila pomilostitve, ki tudi spada h kraljevski oblasti.
Papež Aleksander, ki jo je poprej občudoval, ji pripravil najslovesnejši sprejem in jo vsestransko podpiral, je bil zgrožen nad tolikšnim barbarstvom in ni odtlej hotel imeti z njo nobenega stika več. Pa to ni bil osamljen primer severne maščevalnosti.
Kljub temu je v Rimu igrala vodilno vlogo v gledališki in glasbeni skupnosti in podpirala veliko baročnih umetnikov, skladateljev in glasbenikov.
Kot gostja štirih zaporednih papežev  in simbol katoliške obnove je Kristina ena redkih ženskih osebnosti (pravzaprav so to vsega skupaj tri), ki so pokopane v Vatikanskih jamah (Grotte Vaticane).

#### Njene ljubezenske zgodbe
Nekateri menijo – tako je prikazano tudi v njenem najbolj znanem filmu Kraljica Kristina  – da je imela več ljubezenskih afer v današnjem smislu. Med drugimi naj bi imela ljubezensko razmerje s svojim sorodnikom - njenem naslednikom na švedskem prestolu; nato z diplomatom Pimentelom, kakor tudi s svojim zavetnikom kardinalom Azzolinom, ki ga je papež zaradi čenč moral prestaviti iz Rima v Romunijo.
Danes zgodovinarji na splošno zagovarjajo mnenje, da je po sredi bila le naklonjenost zaradi koristi ali simpatija, morda tudi zaljubljenost - ne pa spolnost. Kristina je namreč po njihovem mnenju vse življenje ohranila devištvo. Njena prijateljstva in zaljubljenosti do moških in do žensk so bile tako nenavadne, kot je bilo sploh ona sama. Tako presenetljivo pravi:
Jaz ljubim moške ne zato, ker so moški, ampak zato, ker niso ženske. Glavni razlog odpora do poroke leži najbrž ravno v njenem oboževanju svobode in samostojnega odločanja, ki se mu za vse na svetu ni hotela odpovedati - in je zato tudi danes vzor emancipiranih žensk s svojo trditvijo: Veliko večja sreča je ne ubogati nikogar, kot pa vladati celemu svetu.
Pimentel je npr. kot veleposlanik postal dobrodošel posrednik pri iskanju podpore španskega kralja za njen prestop v Katoliško Cerkev; iz istega razloga je iskala stik s katoliškimi duhovniki. Moramo dopustiti, da so "njeni" filmi napravljeni po okusu današnjega občinstva, ne upoštevajoč takratne miselnosti, ki je bila stroga tako na protestantovski kot na katoliški strani. Kristina je sicer imela veliko prijateljev, simpatizerjev in zvez v umetniških, verskih in znanstvenih krogih, vendar je na te zadeve gledala po svoje.

## Slikovna zbirka
- Perzijski plašč – Kristinina last; bržkone dar perzijskega šaha Abasa II. (1586–1628)
- Kristinina jedilnica v Palazzo Corsini
- Sodoben kip v Zevenu
- Kristinin portret Jacob Ferdinand Voet. Nahaja se na gradu Skoklosters.
- Bakrorez iz knjige "Het leven en bedryf van Christina", 1697.
- Pečat kraljice Kristine Švedske.
- Živopisna obleka, ki jo je Kristina nosila najbrž pri starosti dveh let.
- Kronansko sedlo in ostroge, ki jih je uporabljala Kristina in kasneje njen naslednik.
- Koronanski plašč in vijolični žamet z vezenimi oznakami kron, ki so jih odstranili 1774.
- Odeja za žensko sedlo s tokom za samokres.
- Kronansko nebo kraljice Kristine, sireni držita deželni ključ.
- Kronansko nebo kraljice Kristine; žezlo držita leva s prednjima tacama.
- Kraljica Kristina narisana na jaspisu, okrog 1650.
- Kristinin pogreb od Santa Maria proti Sv. Petru 2. maja 1689